# Моїсеєнков Григорій Петрович
Григорій Петрович Моїсеєнков (1915—1956) — капітан радянської армії, учасник придушення Угорської революції 1956 року, Герой Радянського Союзу (1956).

## Біографія
Григорій Моїсеєнков народився 22 березня 1915 року у селі Середнєво (нині — Краснинський район Смоленської області). Після закінчення сільськогосподарського технікуму працював агрономом на машинно-тракторній станції. У 1937 році Моїсеєнков був призваний на службу у Робітничо-селянську Червону Армію. У 1939 році він закінчив військово-ветеринарне училище. Брав участь у радянсько-фінській та Великій Вітчизняній війнах. До осені 1956 року гвардії капітан Григорій Моїсеєнков був начальником постачання пально-мастильними матеріалами 315-го гвардійського стрілецького полку 128-ї гвардійської стрілецької дивізії 38-ї армії Прикарпатського військового округу.
У жовтні 1956 року Моїсеєнков у складі свого полку вступив на територію Угорської Народної Республіки та взяв активну участь у боях з угорськими повстанцями. Коли танковий батальйон 327-го гвардійського мотострілецького полку залишився без пального, Моїсеєнков на чолі автоколони попрямував до нього. 30 жовтня 1956 року колона була атакована повстанцями. Моїсеєнков організував оборону та особисто взяв участь у бою, завдяки чому основна частина колони зуміла пробитися до наміченої мети. Моїсеєнков був контужений та потрапив у полон. Повстанці пропонували йому перейти на їхній бік, але він відмовився, і після тортур був спалений заживо. Похований у Будапешті.
Указом Президії Верховної Ради СРСР від 18 грудня 1956 року за «мужність та відвагу, проявлені при виконанні військового обов'язку», гвардії капітан Григорій Моїсеєнков посмертно був удостоєний високого звання Героя Радянського Союзу. Також був нагороджений орденами Леніна та Червоної Зірки, низкою медалей.